# Fyns Tidende
Fyns Tidende var et dansk dagblad, der blev udgivet fra 1872-1979. Avisen, der havde sin hovedredaktion i Odense, var tilknyttet partiet Venstre.
Omkring 1902 var avisen landets største udenfor hovedstaden. Oplaget faldt i løbet af 1960'erne, og i 1969 opkøbtes avisen af konkurrenten Fyens Stiftstidende, der fortsatte med at udgive avisen frem til 1979. Gennem de følgende ti år producerede Fyns Tidende-redaktionen en daglig side i Fyens Stiftstidende.
Avisens sidste chefredaktør var Jens Peter Jensen.